# Bauzaunfuß
Ein Bauzaunfuß ist ein Ständerfuß für Bauzäune mit Löchern oder Aussparungen zum Einsetzen von Pfostenstangen.

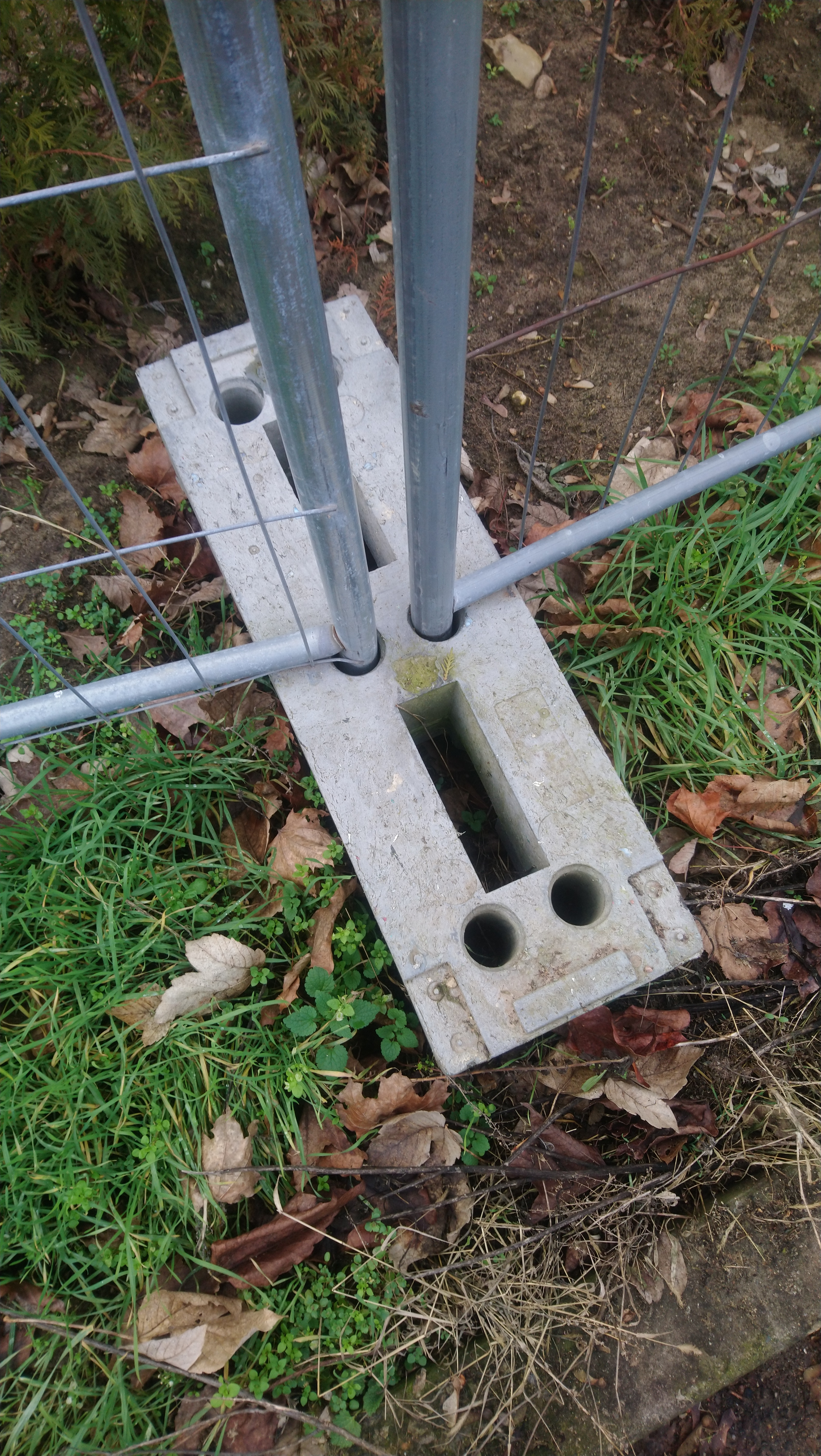
Bauzaunfuß aus Beton

## Beschreibung
Bauzaunfüße aus Recyclingkunststoff oder Beton werden benötigt für den standfesten Aufbau von temporären Zäunen wie Bauzäunen aus Drahtgitterelementen. Heute kommen meist standardisierte Bauzaunfüße mit Längen um die 70 Zentimeter, Breiten von 22 Zentimetern und Höhen von 12,50 Zentimetern mit sechs Löchern für die Aufnahme der Zaunstangen zum Einsatz, wobei das Gewicht je nach Anforderung und Ausführung zwischen 20 und 36 Kilogramm variieren kann. Auf Grund ihres hohen Gewichtes sind speziell Bauzaunfüße aus Beton mit Armierung wegen der Windstandfestigkeit gut für das Aufstellen von Bauzäunen mit Sichtschutzplanen geeignet. Vollständig aus Kunststoff gefertigte Bauzaunfüße haben gegenüber den bisherigen aus Beton hergestellten Zaunfüßen den Vorteil, wesentlich bruchsicherer zu sein. Sie werden aus recycelten Kunststoffabfällen hergestellt.

## Bilder

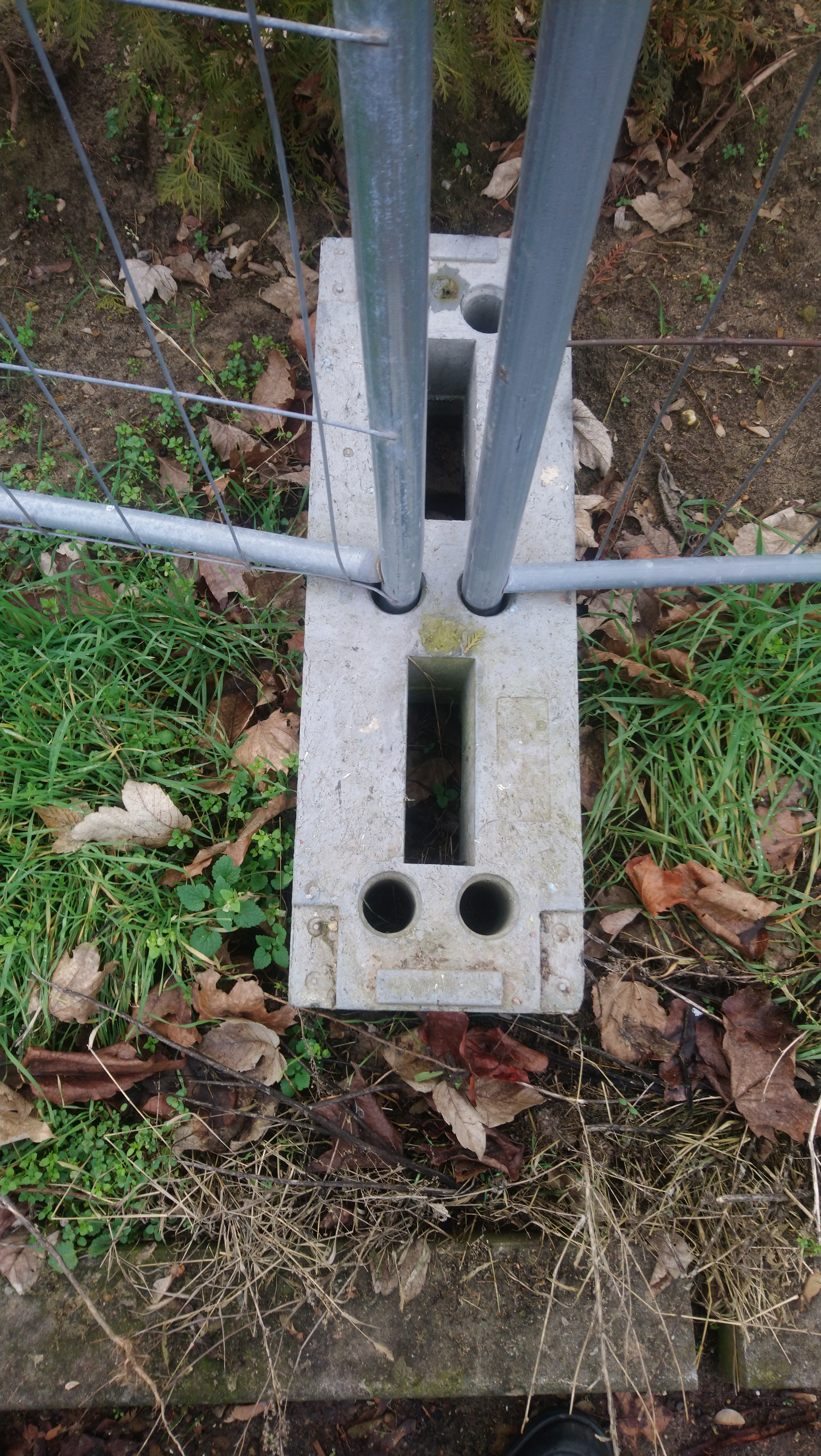
Bauzaunfuß aus Beton
Bauzaun mit Bauzaunfuß aus Beton
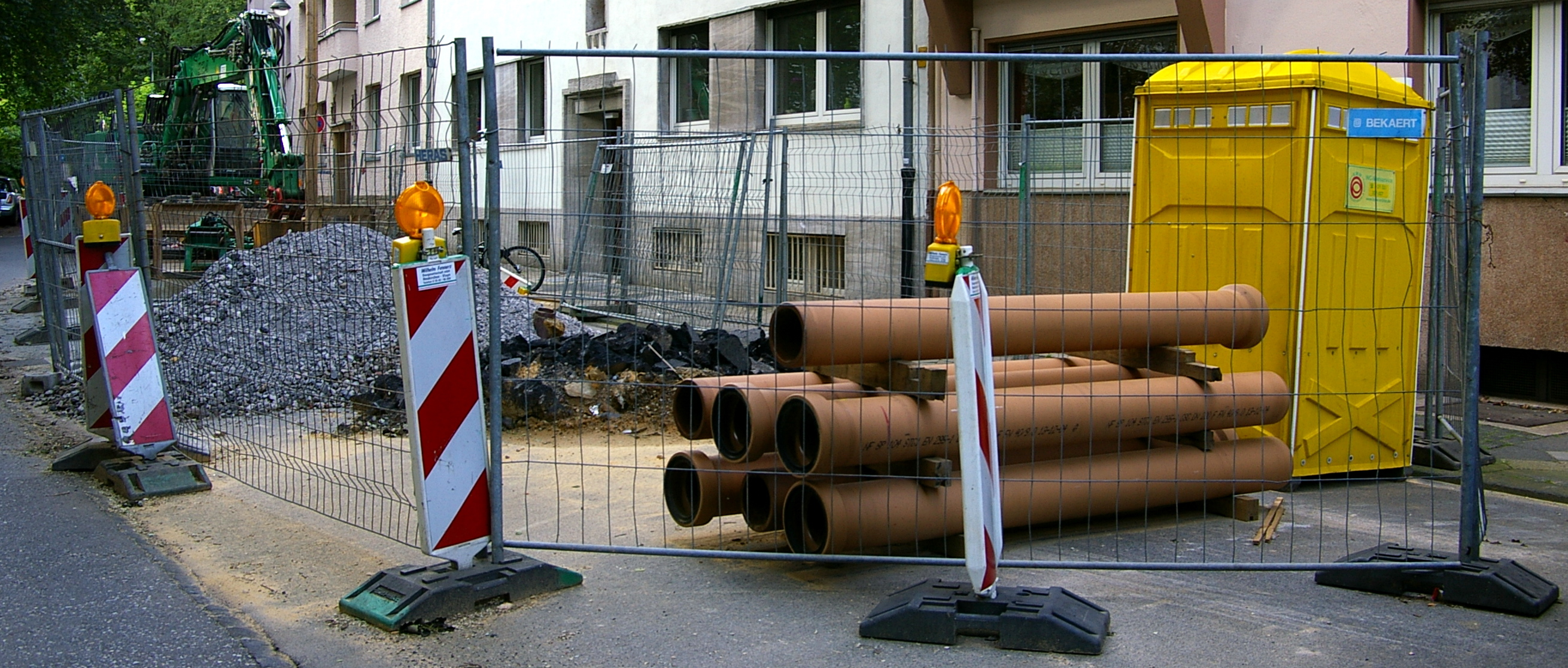
Auch in die Aufnahmelöcher von Bakenfüßen können Bauzaunelemente eingesteckt werden